# Бришлен
Бри́шлен (болг. Бръшлен) — село в Русенській області Болгарії. Входить до складу общини Сливо-Поле.

## Населення
За даними перепису населення 2011 року у селі проживали 330 осіб, з них 295 осіб (98,0%) — болгари.
Розподіл населення за віком у 2011 році:
Динаміка населення: